# جيك سيلفربرغ
جيك سيلفربرغ (بالإنجليزية: Jake Silverberg)‏ هو دراج أمريكي، ولد في 18 مايو 1996.

## وصلات خارجية
- جيك سيلفربرغ على موقع الاتحاد الدولي للدراجات (الإنجليزية)
- جيك سيلفربرغ على موقع أرشيف الدراجات (الإنجليزية)
- جيك سيلفربرغ على موقع إحصائيات الدراجات الإحترافية (الإنجليزية)